# Pitraea
Pitraea, monotipski biljni rod iz porodice sporiševki (Verbenaceae) smješten u tribus Priveae. Jedina vrsta je južnoamerički polugrm P. cuneato-ovata  iz Perua, Argentine i Čilea.

## Etimologija
Latinsko ime roda Pitraea je u čast Adolfa Samoiloviča Pitre (1830–1889), ruskog profesora botanike u Harkivu.

## Sinonimi
- Castelia Cav.; Anal. Cienc. Nat. 3: 134 (1801)
- Phelloderma Miers; Trans. Linn. Soc. London 27: 100 (1870)
- Bouchea copiapensis Gay; Fl. Chil. [Gay] 5: 26, t. 55 (1849)
- Castelia cuneato-ovata Cav.; Anal. Cienc. Nat. 3: 135 (1801)
- Phelloderma cuneato-ovata (Cav.) Miers; Trans. Linn. Soc. London 27: 101 (1870)
- Pitraea chilensis Turcz.; Bull. Soc. Imp. Naturalistes Moscou 35: (1862) II. 329
- Priva cuneato-ovata (Cav.) Rusby; Bull. Torrey Bot. Club 80 (1900)
- Priva laevis Juss.; Ann. Mus. Par. 7: 70 (1806)
- Priva orchidioides Walp.; Rep. 4: 36 (1845)
- Verbena lobelioides Graham; Edinburgh N. Phil. J. 29: 175 (1840)
- Verbena orchioides Walp.; Repert. Bot. Syst. 4: 36 (1845)
- Verbena tuberosa Graham; Edinburgh N. Phil. J. 29: 174 (1840)

## Vanjske poveznice
- Photos of Pitraea cuneato-ovata